# Прибельская культура
Прибельская культура — археологическая культура эпохи неолита (6-5 тысячелетие до н. э.) Южного Предуралья и Волго-Уральского междуречья. 

## Общая характеристика
Основные памятники — Муллино II, Старая Мушта, Давлеканово II, расположенные на территории Башкортостана. Поселения располагались по берегам рек и не имели укреплений. Жилищем являлись наземные дома в виде чума с очагами. В некоторых стоянках были найдены погребальные памятники.
Обнаружена керамика, орудия, наконечники стрел, вкладыши, трапеции янгельского типа, топоры, концевые скребки, скребки, свёрла, кинжалы, крючки, костяные гарпуны, ножи с вкладышами из пластинок, амулеты и др. Кости животных: лошадь, корова, овца, коза, лось.
Население культуры занималось охотой, рыболовством, собирательством. 
На стоянках Муллино II и Давлеканово II найдены останки лошади, на основании чего Г. Н. Матюшин высказал догадку о том, что на территории Южного Предуралья в эпоху неолита произошло одомашнивание лошади. Последующие исследования не подтвердили этого предположения — обнаруженные костные останки принадлежали лишь диким видам лошади.
Зафиксированы контакты с племенами агидельской и суртандинской культур.